# Hans Peter Balmer
Hans Peter Balmer (* 12. April 1945 in Hergiswil NW) ist ein deutsch-schweizerischer Philosoph und Hochschullehrer.

## Leben
Balmer ist aufgewachsen in Luzern und Sursee. Er hat an der Universität Tübingen Philosophie, Theologie und Literaturwissenschaft studiert. An der Universität Tübingen wurde er 1972 bei Karl Ulmer bzw. Joseph Möller mit einer Arbeit über Nietzsche zum Dr. phil. promoviert. An der Universität Augsburg wurde er mit einer Untersuchung über Die europäische Moralistik habilitiert. Der Titel der Habilitationsvorlesung lautete: „Metaphysik und Anthropologie, Interpretationen zur Schrift Lambda des Aristoteles“. Von 1979 bis 2010 lehrte er Philosophie an der Universität Augsburg, außerdem zeitweise an der Hochschule für Politik München.
Im Ruhestand hielt er viele Semester lang philosophische Lehrveranstaltungen an der Ludwig-Maximilians-Universität München, Zentrum Seniorenstudium sowie an der Katholischen Stiftungsfachhochschule München.
In Lehre und Forschung befasst sich Balmer mit Praktischer Philosophie und im Besonderen mit der Europäischen Moralistik. Den Seminarveranstaltungen liegen gelegentlich bedeutende lyrische Texte zugrunde wie Hölderlins späte Hymnen, Goethes West-östlicher Divan, Rilkes Duineser Elegien. Im Zentrum des Denkens stehen anthropologische, ethische, ästhetische, hermeneutische und religionsphilosophische Fragestellungen.
Während der Studienzeit hat Hans Peter Balmer als Leiter eines Hochschulchors geistliche Musik einstudiert und aufgeführt, so Haydns Schöpfung und Verdis Requiem. Er hat überdies einige eigene aphoristische Texte veröffentlicht.

## Veröffentlichungen
Bücher | Monographien
- Freiheit statt Teleologie. Ein Grundgedanke von Nietzsche. Alber, Freiburg/München 1977. (Symposion, 55)
- Philosophie der menschlichen Dinge. Die europäische Moralistik. Francke, Bern/München 1981.
- Montaigne und die Kunst der Frage. Grundzüge der Essais. Francke, Tübingen 2008, ISBN 978-3-7720-8261-0.
- Philosophische Ästhetik. Eine Einladung. Francke, Tübingen 2009, ISBN 978-3-7720-8315-0. (Koreanische Ausgabe / Korean Language edition: Mijin Publisher, Seoul 2014, ISBN 978-89-408-0474-2)
- Neuzeitliche Sokratik. Michel de Montaignes essayistisches Philosophieren. Monsenstein & Vannerdat, Münster 2016, ISBN 978-3-95925-034-4.
- Wofür der göttliche Name steht. Religionsphilosophische Versuche. readbox unipress, Münster 2017, ISBN 978-3-95925-040-5.
- Figuren der Finalität. Zum teleologischen Denken der Philosophie. readbox unipress, Münster 2017, ISBN 978-3-95925-053-5.
- Condicio humana oder Was Menschsein besage. Moralistische Perspektiven praktischer Philosophie. readbox unipress, Münster 2018, ISBN 978-3-95925-067-2.
- Verstehen, Verständigen, Anerkennen. Ein Versuch zur Sprachlichkeit des Daseins. readbox unipress, Münster 2018, ISBN 978-3-95925-090-0.
- Es zeigt sich. Hermeneutische Perspektiven spekulativer Mystik. readbox unipress, Münster 2018, ISBN 978-3-95925-104-4.
- Sinne geben zu denken. Ästhetische Erfahrung in der neueren Philosophie. readbox unipress, Münster 2019, ISBN 978-3-95925-113-6.

Artikel | Beiträge
- Produktivität und Rezeptivität. In: H. Kohlenberger, W. Lütterfelds (Hrsg.): Von der Notwendigkeit der Philosophie in der Gegenwart. Festschrift für Karl Ulmer zum 60. Geburtstag. Wien/München 1976, S. 77–101.
- Philosophische Anthropologie und politische Ökonomie. In: Apophoreta für Uvo Hölscher zum 60. Geburtstag, hrsg. A. Patzer, Bonn 1975, 6–20.
- Befreiung von der Destruktivität? In: Politische Studien 27 (1976), S. 355–369. Auch in: A. Reif (Hrsg.): Erich Fromm, Materialien zu seinem Werk. Wien / München / Zürich 1978, S. 109–124.
- ‚Aus Erkenntnis Brüder werden‘? Lessing und die Problematik der menschlichen Entfaltung und Versöhnung. In: Civitas 35 (1979) 29–38.
- Metaphysik und Anthropologie. Interpretationen zur Schrift Lambda des Aristoteles. In: Freiburger Zeitschrift für Philosophie und Theologie. 28, 1981, S. 78–94.
- Praxis der Freiheit. In: H. Gauly u. a. (Hrsg.): Im Gespräch: der Mensch – ein interdisziplinärer Dialog. Joseph Möller zum 65. Geburtstag. Düsseldorf 1981, S. 295–307.
- Nietzsches Erschließung der europäischen Moralistik. In: Perspektiven der Philosophie. Neues Jahrbuch 7 (1981) S. 9–24.
- Lebendigkeit und Bedingtheit. Der moralistische Faktor in der praktischen Philosophie. In: Freiburger Zeitschrift für Philosophie und Theologie. Nr. 32 1985, S. 491–507.
- Mythisch-mystische Denkwelt. In: A. Halder u. a. (Hgg.), Spuren der Erlösung. Religiöse Tiefendimensionen neuzeitlichen Denkens, Düsseldorf 1986, 152–167.
- Bedürfnisartikulation, Schopenhauers antitheistische Gegenrechnung In: A. Halder u. a. (Hrsg.): Auf der Suche nach dem verborgenen Gott. Düsseldorf 1987, S. 215–236.
- Erhöhte Praxis, neues Leben, Nietzsches musikalische Werde-Welt. In: A. Halder u. a. (Hrsg.): Auf der Suche nach dem verborgenen Gott. Düsseldorf 1987, S. 190–214.
- Die Existenz Gottes. Angelsächsische Philosophen im Für und Wider. Eine Einführung. In: Salzburger Jahrbuch für Philosophie. XXXIV, 1989, S. 7–15.
- Überwundene Metaphysik? Zur Bedeutung Nietzsches in der Gegenwartsphilosophie. In: E. Coreth (Hrsg.): Metaphysik in unmetaphysischer Zeit. Düsseldorf 1989, S. 27–44.
- Weisheit der untröstlichen Tröster. Der moralistische Diskurs. In: A. Assmann (Hrsg.): Weisheit. München 1991, ISBN 3-7705-2655-4, S. 525–536.
- Erinnerung an Philosophie. In: P. Rück (Hrsg.): Grenzerfahrungen, Schweizer Wissenschaftler, Journalisten und Künstler in Deutschland. Marburg an der Lahn 1991, ISBN 3-925347-16-X, S. 301–309.
- Camus und Chamfort. Zum Ethos der Moralisten. In: H. R. Schlette, F. J. Klehr (Hrsg.): Helenas Exil. Albert Camus als Anwalt des Griechischen in der Moderne, Stuttgart 1991, 121–161.
- Moralistische Ethik. In: A. Pieper (Hrsg.): Geschichte der neueren Ethik. Band 1, Tübingen/Basel 1992, ISBN 3-925347-16-X, S. 1–25.
- Condicio humana. In: G. Ueding (Hrsg.): Historisches Wörterbuch der Rhetorik. Band 2, Tübingen/Darmstadt 1994, Sp. 337–348.
- Plessner, Helmuth. In: Biographisch-Bibliographisches Kirchenlexikon. Herzberg, 1994, Bd. 7, Sp. 735–739.
- Sinn der Krankheit? Reflexionen im Anschluß an Camus’ Roman ‚Die Pest‘. In: Hp. Heinz/H. Mendl (Hrsg.): AIDS, Eine Herausforderung für die Theologie, Augsburg 1997, ISBN 3-89639-065-1 S. 96–105.
- Wissenschaft. Reflexionen zu ihrer Organisation und Bewertung. In: Theo Stammen (Hrsg.): Eine, zwei oder viele Kulturen des Wissens? Würzburg 2000, S. 49–66.
- Prinzip Verstehen? Probleme der Hermeneutik. In: Hans Vilmar Geppert, Hubert Zapf: Theorien der Literatur. Band I: Grundlagen und Perspektiven. Tübingen 2003, ISBN 3-7720-8012-X, S. 29–49.
- Wissenschaft im Kontext. Reflexionen zu den Formen des Wissens. In: Bernadette Malinowski (Hrsg.): Im Gespräch: Probleme und Perspektiven der Geisteswissenschaften. München 2006, ISBN 3-89650-221-2, S. 13–32.
- Aphoristik, Essayistik, Moralistik. In: Hans Vilmar Geppert, Hubert Zapf: Theorien der Literatur, Grundlagen und Perspektiven. Band III, Tübingen 2007, ISBN 978-3-7720-8222-1, S. 191–211.
- Farce, Endspiel, Zauberflöte. In: Mathias Mayer: Modell Zauberflöte: Der Kredit des Möglichen. Kulturgeschichtliche Spiegelungen erfundener Wahrheiten. Hildesheim / Zürich / New York 2007, ISBN 978-3-487-13533-5, S. 115–134.
- Condicio humana - Conditio humana. Lemma. München 2020.

Aphoristische Texte
- Zusammenstimmen, Gegeneinanderklingen. In: 40 Jahre KHG Chor Tübingen. Festschrift. Tübingen 2003, S. 24–29.
- Zum unschätzbaren Frieden. In: F. Sedlmeier, Th. Hausmanninger (Hrsg.): Inquire pacem. Beiträge zu einer Theologie des Friedens. Augsburg 2004, ISBN 3-936484-43-0, S. 402–420.
- Worte Sätze Zeichen. In: Werner Frick, Fabian Lampart, Bernadette Malinowski: Literatur im Spiel der Zeichen. Festschrift für Hans Vilmar Geppert. Tübingen 2006, ISBN 3-7720-8161-4, S. 1–24.
- Im Ungefähren, unweigerlich. In: Individuen. (= Zeno. Heft 30). Duisburg 2010, ISBN 978-3-940251-69-5, S. 161–163.